# Jearl Miles Clark
Jearl Miles Clark (geboren als Jearl Atawa Miles; * 4. September 1966 in Gainesville, Florida) ist eine US-amerikanische Leichtathletin, die sowohl im 400-, als auch im 800-Meter-Lauf erfolgreich war.
Ihre ersten Erfolge hatte sie bei US-amerikanischen Universitätsmeisterschaften Mitte der 1980er Jahre. Sie nahm erstmals als Ersatzläuferin für die 4-mal-400-Meter-Staffel 1988 in Seoul an den Olympischen Spielen 1988 teil, kam jedoch nicht zum Einsatz. Ihren ersten großen internationalen Start hatte sie bei den Weltmeisterschaften 1991 in Tokio. Sie wurde Fünfte über 400 Meter und als Mitglied der US-amerikanischen 4-mal-400-Meter-Staffel gewann sie die Silbermedaille.
Bei ihrer zweiten Olympiateilnahme, 1992 in Barcelona, schied sie im Halbfinale über 400 Meter aus und gewann mit der 4-mal-400-Meter-Staffel erneut eine Silbermedaille. Ein Jahr später wurde sie in Stuttgart bei den Weltmeisterschaften 1993 Weltmeisterin über 400 Meter mit einer Zeit von 49,82 s. Dies war bis 1997 ihre persönliche Bestzeit. Bei den Weltmeisterschaften 1995 in Göteborg konnte sie ihren Titel nicht verteidigen, gewann aber die Bronzemedaille in 50,00 s. Bei den Olympischen Spielen 1996 in Atlanta gewann sie erneut keine Medaille und wurde wie bereits in Tokio Fünfte über 400 Meter. Mit der 4-mal-400-Meter-Staffel wurde sie Olympiasiegerin.
1997 gewann sie zunächst bei den Hallenweltmeisterschaften in Paris über 400 Meter und dann in der Sommersaison die US-amerikanische Meisterschaft über 400 Meter in ihrer bis heute bestehenden persönlichen Bestzeit von 49,40 s. Bei den Weltmeisterschaften 1997 in Athen gewann sie über 400 Meter die Bronzemedaille.
1998 vollzog sie dann den Wechsel auf die 800-Meter-Strecke. Zunächst gewann sie noch die US-amerikanische Hallenmeisterschaft über 400 Meter und dann in der Freiluftsaison die US-amerikanische Meisterschaft über 800 Meter. Diesen Titel konnte sie 1999 wiederholen und startete erstmals auch bei einer großen internationalen Meisterschaft über 800 Meter. Bei den Weltmeisterschaften 1999 in Sevilla wurde sie auf Anhieb Vierte. Sie startete weiterhin mit der 4-mal-400-Meter-Staffel und gewann hier die Silbermedaille.
Ihre vierten Olympischen Spiele 2000 in Sydney waren zunächst von einer Fiebererkrankung geprägt. Über 800 Meter schied sie deshalb im Halbfinale geschwächt aus. Sie startete dennoch als Startläuferin in der 4-mal-400-Meter-Staffel und wurde zum zweiten Mal Olympiasiegerin. In der nacholympischen Saison war sie lang verletzt und konnte nicht bei den US-amerikanischen Meisterschaften starten. Bei den Weltmeisterschaften 2001 in Edmonton wurde sie dennoch für die 4-mal-400-Meter-Staffel nominiert, aber diesmal blieb für die US-Staffel nur der vierte Platz hinter Jamaika, Deutschland und Russland.
2003 wurde sie erneut US-amerikanische Meisterin über 800 Meter und gewann bei den Weltmeisterschaften in Paris/Saint-Denis die Goldmedaille mit der 4-mal-400-Meter-Staffel. Über 800 Meter schied sie bereits im Vorlauf bei den Weltmeisterschaften aus. 2004 gewann sie erneut die US-Trials für die Olympischen Spiele in Athen über 800 Meter und war bei ihrem fünften Start bei einer Olympiade Sechste im Finale.
Seit 1999 ist sie die US-amerikanische Rekordhalterin über 800 Meter mit einer Zeit von 1:56,40 min. Ihre US-amerikanische Dominanz auf der 800-Meter-Strecke ging später an ihre Schwägerin Hazel Clark, die 2000 und 2005 US-Meisterin über 800 Meter wurde, über.
Jearl Miles Clark ist 1,70 m groß und wiegt 59 kg. Sie ist seit dem 30. November 1996 mit ihrem Trainer J. J. Clark verheiratet.